# Ceromya varichaeta
Ceromya varichaeta är en tvåvingeart som först beskrevs av Charles Howard Curran 1927.  Ceromya varichaeta ingår i släktet Ceromya och familjen parasitflugor. Inga underarter finns listade i Catalogue of Life.